# Aleksandar Vučić
Aleksandar Vučić (szerb cirill írással Александар Вучић, magyar átírással Alekszandar Vucsity, Belgrád, 1970. március 5. –) szerb jobboldali politikus. 2014-től 2017-ig Szerbia miniszterelnöke, 2017-től köztársasági elnöke.
Politológusok a populista Vučić   uralmát tekintélyelvű, autoriter vagy illiberális rezsimnek minősítik, részben a megnyirbált sajtószabadságra hivatkozva. Az általa vezetett szerb államapparátus, mint a legnagyobb reklámmegrendelő gyakorolja a legjelentősebb befolyást a szerb médiára, amely EU-ellenes és egyben Oroszország-barát.

## Pályafutása
1993-ban lett tagja a Szerb Radikális Pártnak és még abban az évben képviselőnek választották a szerb parlamentbe. 1995-től, 24 évesen a Szerb Radikális Párt (SRS) főtitkára lett.
1998–2000 között a Mirko Marjanović vezette kormány hírközlési minisztere volt. A 2004-es szerbiai helyhatósági választásokon indult Belgrád főpolgármesteri tisztségéért, de nem sikerült megszereznie a posztot. Az SRS 2008-ban is őt jelölte, de ismét veszített a demokrata párti ellenjelölttel szemben.
2008-ban a Szerb Nemzetgyűlés (parlament) elnökhelyettese, valamint az SRS parlamenti frakciójának helyettes vezetője lett Tomislav Nikolić mögött. Az SRS 2008-as szétszakadása után kilépett a Radikális Pártból, és a Nikolics vezette Szerb Haladó Párthoz (SNS) csatlakozott. 2008-tól az SNS alelnöke, a 2012-es államfőválasztás után pedig elnöke.
2012–2014 között miniszterelnök-helyettes, 2012–2013 között  védelmi miniszter a Dačić-kormányban. A kormány legbefolyásosabb tagjaként fontos kérdésekben sokszor ő döntött a miniszterelnök helyett. Pártja a 2014-es választások során abszolút többséget szerzett a törvényhozásban, így Vučić április 27-én kormányt alakíthatott a Szerb Haladó Párt, a Szerbiai Szocialista Párt és más kisebb pártok részvételével. Az addigi miniszterelnök, a szocialista Ivica Dačić a kormányfő helyettese és külügyminiszter lett. A választásokon 6 képviselői helyet szerzett Vajdasági Magyar Szövetség államtitkári szinten vesz részt a kabinet munkájában.
Jelentős szerepet vállalt a magyar–szerb megbékélés érdekében. 2014. október 2-án Szabadkán, a Zentai úti temetőben részt vett az 1944-1945-ben kivégzett ártatlan áldozatok tiszteletére rendezett megemlékezésen. Ez volt az első alkalom, amikor a szerbiai vezetés a szabadkai emlékműnél lerótta kegyeletét. A megemlékezésen Vučić bejelentette, hogy a vajdasági Csúrog, Zsablya és Mozsor magyar lakosságának kollektív bűnösségét kimondó jogszabályt hatályon kívül helyezték.
2017. április 2-án Saša Jankovićot legyőzve megnyerte az elnökválasztást, ezért május 30-án lemondott miniszterelnöki tisztségéről.
Angolul, franciául és oroszul is jól beszél.